# Седьмая проблема Гильберта
Седьма́я пробле́ма Ги́льберта — одна из 23 задач, которые Давид Гильберт предложил 8 августа 1900 года на II Международном конгрессе математиков. Задача связана с доказательством и изучением трансцендентности и иррациональности некоторых чисел.

## Постановка задачи
Ниже приведена выдержка из доклада Гильберта, посвящённая седьмой проблеме.
Арифметические теоремы Эрмита о показательной функции и их развитие, выполненное Линдеманном, несомненно, останутся удивительными для математиков всех поколений. Но сейчас же появляется задача — пойти по проложенному пути дальше, как это уже сделал Гурвиц в своих двух интересных исследованиях «Об арифметических свойствах некоторых трансцендентных функций». Я хотел бы поэтому указать класс задач, на которые, по-моему, следовало обратить внимание как на ближайшие в этом направлении. Когда мы узнаём, что некоторые специальные трансцендентные функции, играющие в анализе существенную роль, принимают при определённых алгебраических значениях аргумента алгебраические же значения, то это обстоятельство кажется нам особенно удивительным и достойным дальнейшего исследования. Мы всегда ждём, что трансцендентные функции при алгебраических значениях аргументов принимают, вообще говоря, трансцендентные значения, и хотя нам хорошо известно, что существуют даже такие целые трансцендентные функции, которые для всех алгебраических значений аргумента принимают рациональные значения, мы всё же считаем очень вероятным, что такая функция, как, например, показательная {\displaystyle e^{i\pi z}}, которая, очевидно, для всех рациональных значений аргумента {\displaystyle z} принимает алгебраические значения, с другой стороны, будет всегда принимать для всех алгебраических иррациональных значений {\displaystyle z} трансцендентные значения. Этому высказыванию можно придать и геометрический облик следующим образом. Если в равнобедренном треугольнике отношение угла при основании к углу при вершине есть алгебраическое, но не рациональное число, то отношение основания к боковой стороне есть трансцендентное число. Несмотря на простоту этого предложения, а также на его сходство с задачами, решёнными Эрмитом и Линдеманном, его доказательство представляется мне исключительно трудным, так же как и доказательство того, что степень {\displaystyle \alpha ^{\beta }} при алгебраическом основании {\displaystyle \alpha } и алгебраическом иррациональном показателе {\displaystyle \beta } — как, например, число {\displaystyle 2^{\sqrt {2}}} или {\displaystyle e^{\pi }=i^{-2i}} — есть всегда или трансцендентное число, или по крайней мере иррациональное. Можно быть уверенным, что решение этой и аналогичных проблем должно привести нас к новым точкам зрения на существо специальных иррациональных и трансцендентных чисел.

## Решение
Сам Гильберт считал седьмую задачу очень трудной. Карл Зигель приводит цитату Гильберта, в которой тот относит время решения седьмой задачи гораздо дальше доказательства гипотезы Римана и теоремы Ферма.
Тем не менее частичное решение, относящееся к трансцендентности отношения основания к боковой стороне равнобедренного треугольника, было получено А. О. Гельфондом уже в 1929 году, а трансцендентность числа {\displaystyle 2^{\sqrt {2}}} была доказана Р. О. Кузьминым в 1930 году. В 1934 году Гельфонд получил общее решение задачи: он доказал, что число вида {\displaystyle \alpha ^{\beta },} где {\displaystyle \alpha } — алгебраическое число, отличное от {\displaystyle 0} и {\displaystyle 1,} а {\displaystyle \beta } — иррациональное алгебраическое число, всегда является трансцендентным (число {\displaystyle e^{\pi }} впоследствии даже получило название постоянной Гельфонда). Немного позднее решение было получено также Теодором Шнайдером.